# Coccygodes pictipennis
Coccygodes pictipennis är en stekelart som först beskrevs av Tosquinet 1896.  Coccygodes pictipennis ingår i släktet Coccygodes och familjen brokparasitsteklar. Inga underarter finns listade i Catalogue of Life.